# Sachsenwald
Sachsenwald is een gemeentevrij gebied en een bos in de Duitse deelstaat Sleeswijk-Holstein. Het gebied ligt ten oosten van Hamburg en ligt in het zuidwesten van de Kreis Herzogtum Lauenburg. Sachsenwald is officieel onbewoond.

## Geografie
Het Sachsenwald is het grootste aaneengesloten bosgebied van Sleeswijk-Holstein met bijna 60 km². Het is lid van de Amt Hohe Elbgeest dat haar hoofdkwartier houdt in Dassendorf.
In het Sachsenwald liggen een aantal woonkernen die als exclaves niet tot het gemeentevrije gebied behoren, maar tot de gemeente Aumühle.
Door het Sachsenwald stroomt de Schwarze Au, die bij Friedrichsruh ontspringt uit een grondmorene-landschap, en van oost naar west stroomt. Bij de noordelijke grens van het gebied stroomt de Bille, die bij Aumühle in de Schwarze Au uitmondt.
Het Sachsenwald bestaat voornamelijk uit loofbos. Het bosachtige karakter neemt toe. Er is nog steeds een spaarzaam percentage bosweiden.

### Aangrenzende gemeenten
Het Sachsenwald grenst aan de volgende gemeenten: Aumühle, Börnsen, Brunstorf, Dassendorf, Grande, Grove, Havekost, Kasseburg, Kröppelshagen-Fahrendorf, Kuddewörde, Möhnsen, Reinbek, Wentorf bei Hamburg, Witzhave en Wohltorf.

## Geschiedenis
Het Sachsenwald is een overblijfsel van een reeks oerbossen die zich van de Oostzee tot aan de deelstaat Nedersaksen strekten. Sinds de steentijd waren er mensen die in het Sachsenwald vestigden en het gebied gebruikten door kleine open plekken te creëren voor velden en het bos te gebruiken voor varkensmesterij.
Het oudste bewijs voor een vaste nederzetting in het Sachsenwald en het gebied van Hamburg dateerde uit de 4e eeuw voor Christus. Net als in Hamburg zijn megalithische graven het bewijs van vroegtijdige vestiging.
In de eerste eeuwen van onze jaartelling begonnen mensen op grote schaal de oerwouden af te breken, (vooral voor de akkerbouw en bebouwing) zodat ze in de late middeleeuwen vrijwel verdwenen was, behalve dan het Sachsenwald.
Reeds in de middeleeuwen werd er gestreden om het eigendom van het Sachsenwald, met het Verdrag van Perleberg in 1420 kwam hier een einde aan. De steden Hamburg en Lübeck kregen de helft van het woud, het andere stuk behoorde dan nog steeds aan de hertogen van Saksen-Lauenburg.
Met het Verdrag van Gastein kwam het Sachsenwald en het hertogdom Lauenburg onder Pruisichs gezag te vallen. Keizer Wilhelm I gaf Otto von Bismarck op 24 juni 1871 het Sachsenwald als erkenning voor zijn diensten aan de stichting van het Duitse Rijk. Het bos is nog steeds overwegend eigendom van zijn nazaten. In 2003 verwierf Eberhard von Rantzau een derde van het Sachsenwald van de familie von Bismarck.
De voorloper van het gemeentevrije gebied Sachsenwald was het forstgutsbezirk Schwarzenbek, vernoemd naar de gelijknamige gemeente Schwarzenbek, dat ten zuidoosten van het Sachsenwald ligt. Deze Forstgutsbezirk behoorde vroeger tot het Amtsbezirk Friedrichsruh, kreis Herzogtum Lauenburg en was met 73,69 km² groter dan het huidige gebied. Tijdens de volkstelling op 1 december 1910 werden er 916 inwoners geteld in het Forstgutsbezirk Schwarzenbek. Op 1 juli 1927 werd de Gutsbezirk Schwarzenbek omgedoopt tot gutsbezirk Friedrichsruh.
Met de opheffingen van de gutsbezirken in Pruisen 1928/29 werd het gutsbezirk Friedrichsruh met ingang van 30 september 1929 opgeheven. Een gebied van 14,46 km², inclusief alle bewoonde gebieden, werd opgenomen in de omliggende gemeenten, en van het resterende deel van 59,23 km² werd het forstgutsbezirk Sachsenwald gevormd. In 1950 had het gebied een oppervlakte van 58,55 km², en sinds 1961 is het huidige oppervlak van 58,49 km².
Het Sachsenwald werd op 27 november 1967 bij het net opgerichte Amt Aumühle-Wohltorf gevoegd, dat ook de gemeenten Aumühle en Wohltorf omvatte. Het Amt Aumühle-Wohltorf werd op 1 januari 2008 opgeheven als onderdeel van de bestuurlijke hervorming in Sleeswijk-Holstein. Het ging op in het Amt Hohe Elbgeest.
De Rote Armee Fraktion (RAF) had het geheime depot "Daphne" in Sachsenwald, op minder dan 1000 meter van de zagerij, opgezet met revolvers, machinegeweren en valse ID-kaarten. Op 16 november 1982 werd de RAF-terrorist Christian Klar gearresteerd in Friedrichsruh in het Sachsenwald, toen bij de politie het depot bekend werd.